# Xã Neal, Quận Mississippi, Arkansas
Xã Neal (tiếng Anh: Neal Township) là một xã thuộc quận Mississippi, tiểu bang Arkansas, Hoa Kỳ. Năm 2010, dân số của xã này là 2.566 người.